# Krenfleisch

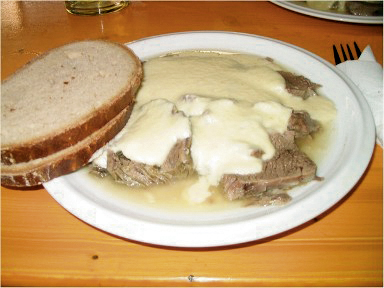
Krenfleisch

Krenfleisch ou Meerrettichfleisch é um prato tradicional da Áustria, do sul da Alemanha e da França. É confeccionado com carne de porco ou de bovino, cebola, batata, raízes comestíveis diversas e rábano-picante (designado por Kren ou Meerrettich, em Alemão). É um prato comum na Francónia (na Baviera) e nas regiões austríacas de Viena, Caríntia e Estíria (nesta última, é conhecido como Steirisches Wurzelfleisch).
Na preparação, é possível utilizar carne do peito, barriga ou cabeça de porco, assim como do peito do bovino. A carne é temperada com sal, pimenta, louro, zimbro, noz-moscada, cravo-da-índia, manjerona e cominhos, sendo em seguida cozida com as raízes cortadas em pedaços pequenos em água. Após a cozedura, a carne é cortada em fatias, adicionando-se vinagre ao caldo da cozedura, para o tornar ligeiramente mais ácido.
A carne é, por fim, servida com os legumes, com o caldo e com o rábano acabado de ralar, assim como com puré de batatas, batatas cozidas ou bolas de batata (Kartoffelkloße).
Existe um prato semelhante na Áustria e na Baviera chamado Tellerfleisch ou gekochtes Rindfleisch. É temperado e não leva vinagre, assemelhando-se mais ao Tafelspitz.

## Menções na literatura
O romance Leutnant Gustl, de Arthur Schnitzler, termina falando de Krenfleisch.